# Ryōhei Sakaguchi
Ryōhei Sakaguchi (japanisch 阪口 竜平 Sakaguchi Ryōhei; * 5. April 1997 in Yawata) ist ein japanischer Leichtathlet, der sich auf den Hindernislauf spezialisiert hat.

## Sportliche Laufbahn
Erste internationale Erfahrungen sammelte Ryōhei Sakaguchi im Jahr 2016, als er bei den U20-Weltmeisterschaften in Bydgoszcz im 1500-Meter-Lauf mit 3:49,21 min in der ersten Runde ausschied. 2019 nahm er im Hindernislauf an der Sommer-Universiade in Neapel teil und belegte dort in 8:41,64 min den sechsten Platz. 
2019 wurde Sakaguchi japanischer Meister im Hindernislauf. Er studierte bis 2020 an der Tōkai-Universität und schloss sich danach dem Firmenteam der SG Holdings an.

## Persönliche Bestleistungen
- 1500 Meter: 3:47,17 min, 23. Juni 2017 in Osaka
- 3000 m Hindernis: 8:29,85 min, 29. Juni 2019 in Fukuoka
- 5000 Meter: 13:41,09 min, 6. Juli 2017 in Fukagawa
  - 5000 Meter (Halle): 13:29,61 min, 28. Februar 2020 in Boston
- Halbmarathon: 1:02:32 h, 18. November 2018 in Ageo